# 阿卡普爾科群
阿卡普爾科是石隕石的原始無粒隕石的一個群。

## 命名和歷史
這個群以唯一被目擊墜落的阿卡普爾科隕石命名。這顆隕石於11 August 1976 11:00墜落在墨西哥格瑞羅州阿卡普爾科外面的El Quemado Colony (16°52′59″N 99°54′00″W / 16.883°N 99.9°W)。它的質量為1,914克（67.5盎司）。這顆隕石在15分鐘的搜尋之後，在30（12英寸）深的坑穴內被尋獲，並且有著冰冷的感覺。之後，發現的52顆隕石標本都被列為阿卡普爾科群。

## 化學組成
阿卡普爾科群的主要成份是橄欖石、直輝石、斜長石、鐵隕石、和隕硫鐵。 
像所有的原始無粒隕石一樣，阿卡普爾科群的化學成分和礦物的性質都與球粒隕石相似，有些標本甚至顯示出球粒隕石的遺跡。它們的礦物組成介於H和E球粒隕石。